# 戈里齐亚主教座堂
45°56′32″N 13°37′28″E / 45.94229°N 13.62445°E
戈里齐亚圣依拉略圣他提安主教座堂（Cattedrale metropolitana dei Santi Ilario e Taziano）位于意大利弗留利-威尼斯朱利亚大区戈里齐亚，是天主教戈里齐亚总教区的主教座堂（自1752年教区成立起），主保圣人为圣依拉略和圣他提安。该堂建于13-20世纪，建筑风格为哥特式和巴洛克式。

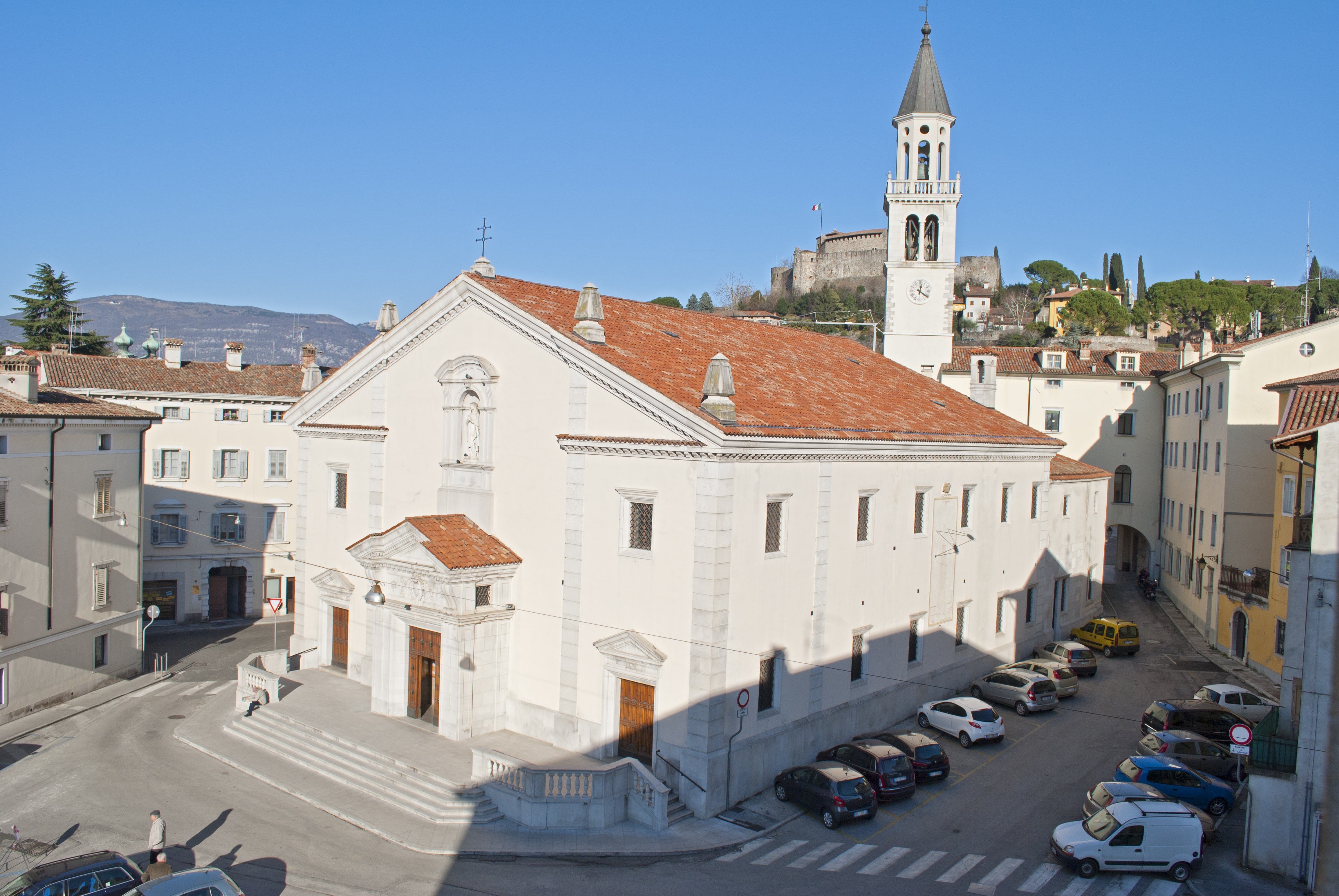
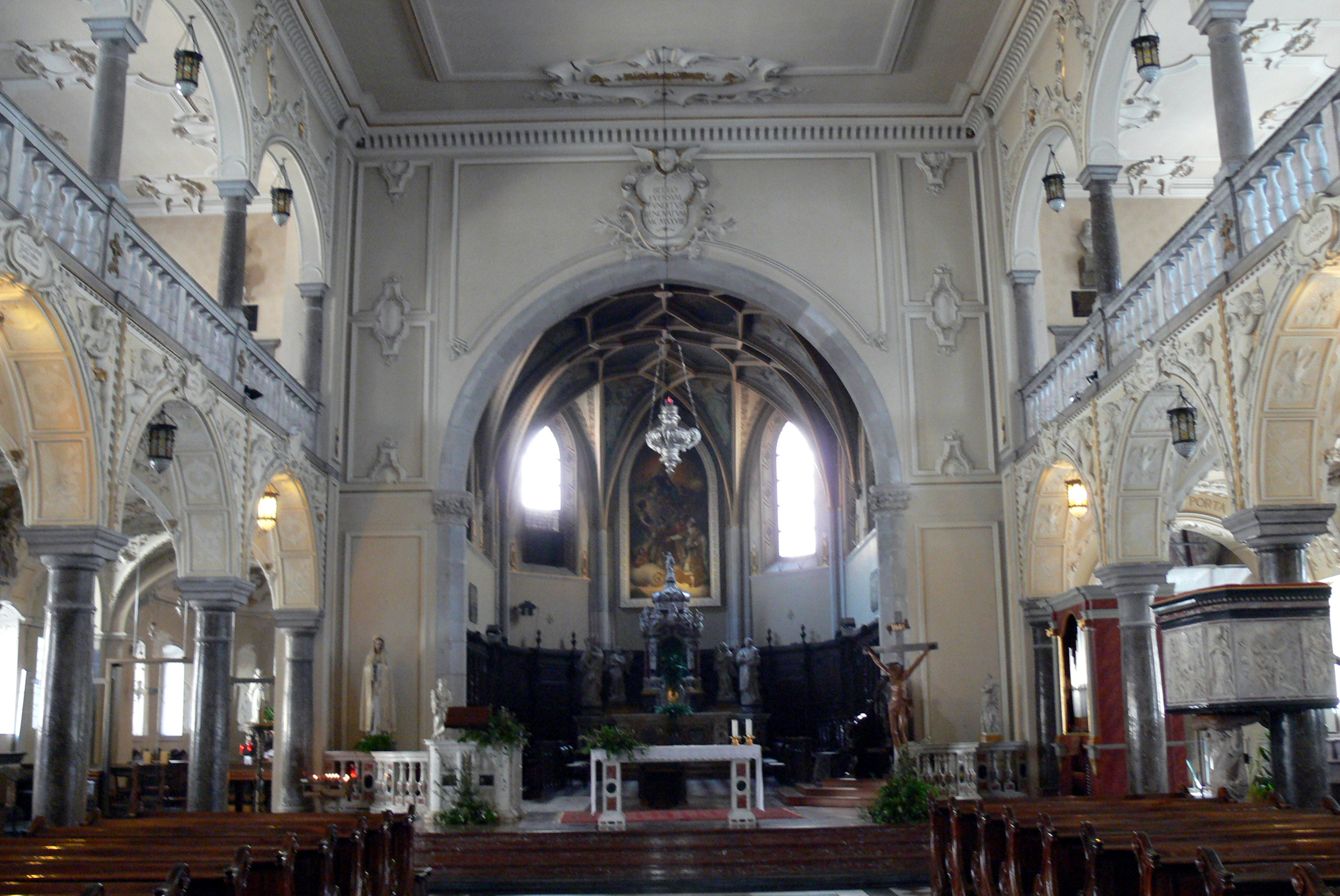
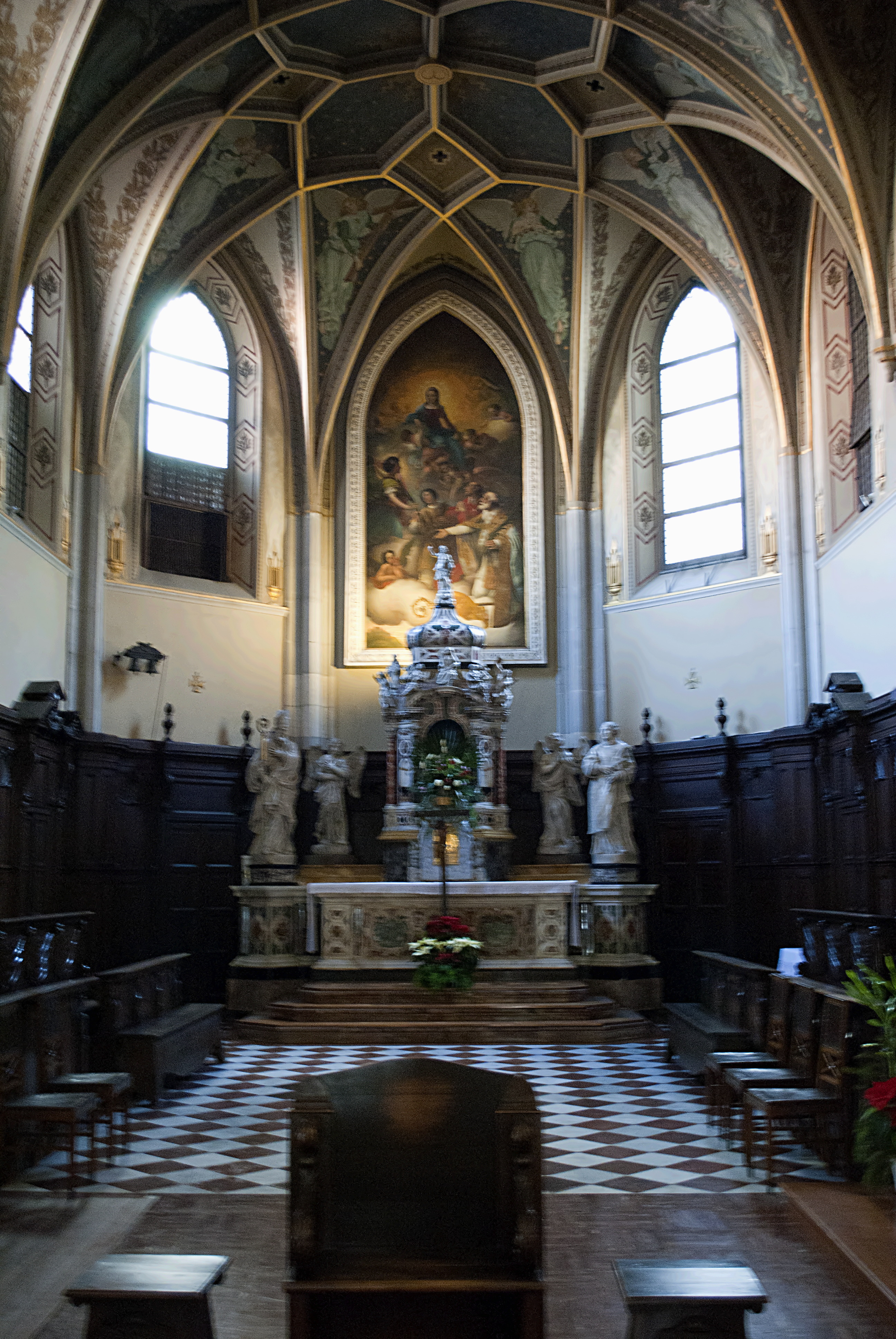
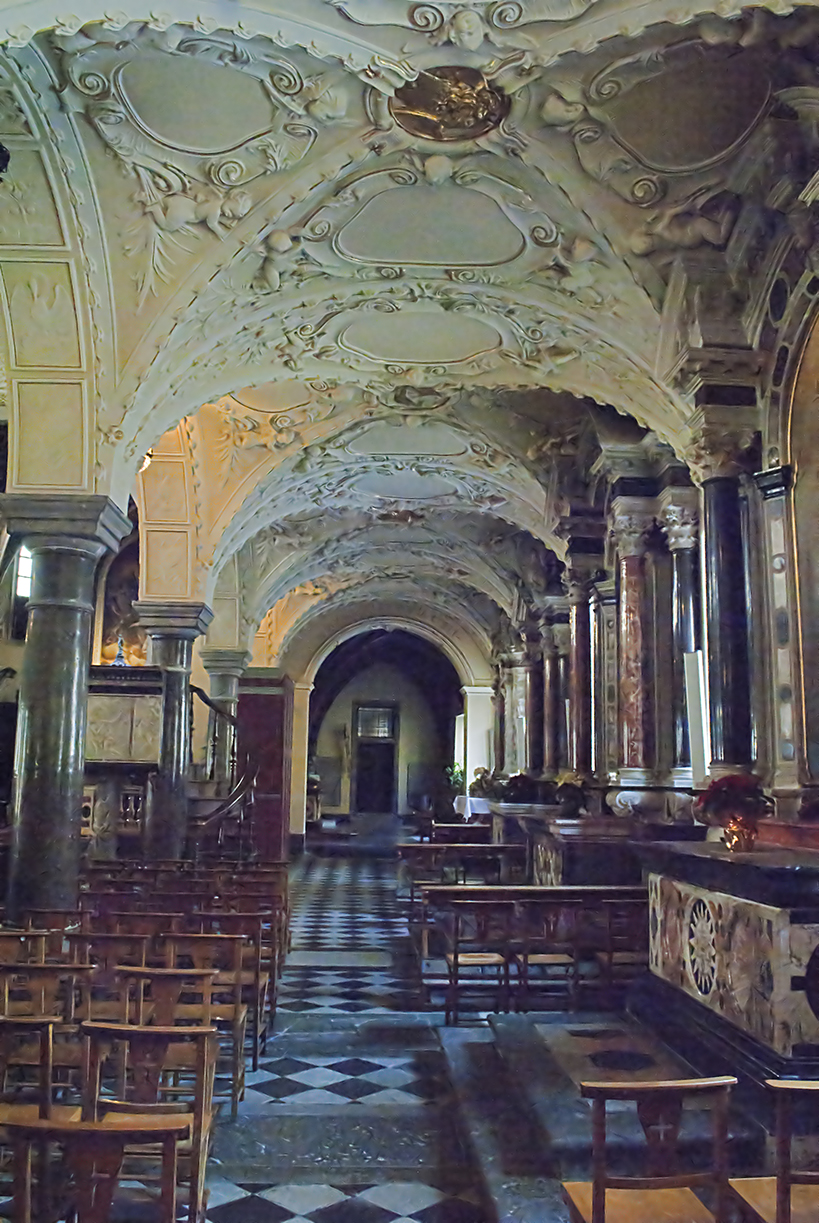
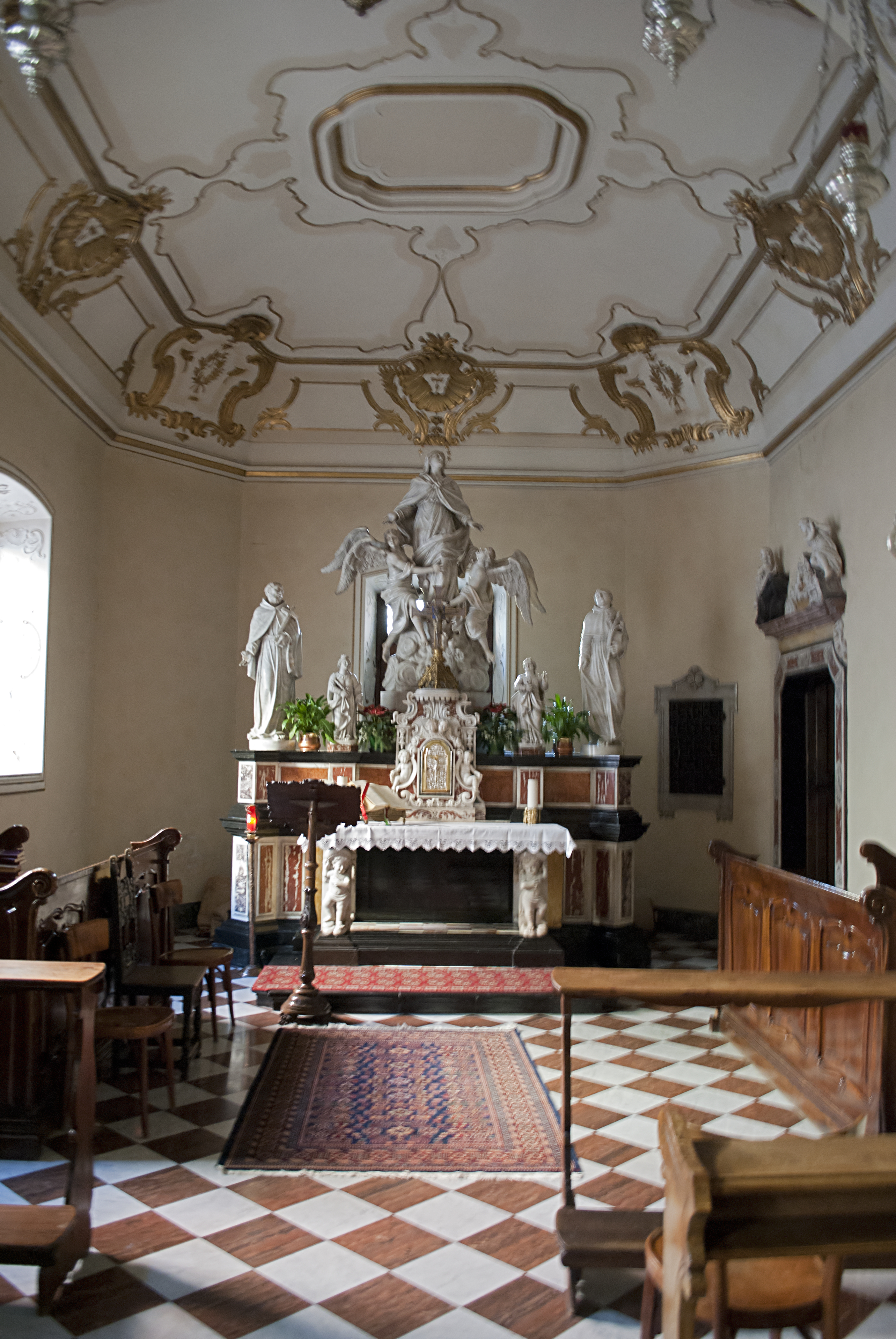